# Islam in Trinidad en Tobago
De islam is, op het christendom (63%) en het hindoeïsme (20%) na, de derde grootste religie in Trinidad en Tobago. Volgens de laatste officiële cijfers (daterend uit 2011) is circa 5% van de bevolking moslim, oftewel 65.700 personen. De meeste moslims in Trinidad behoren tot de soennitische islam, maar er is ook een grote groep van Ahmadiyya's, sjiitische en non-denominale moslims.

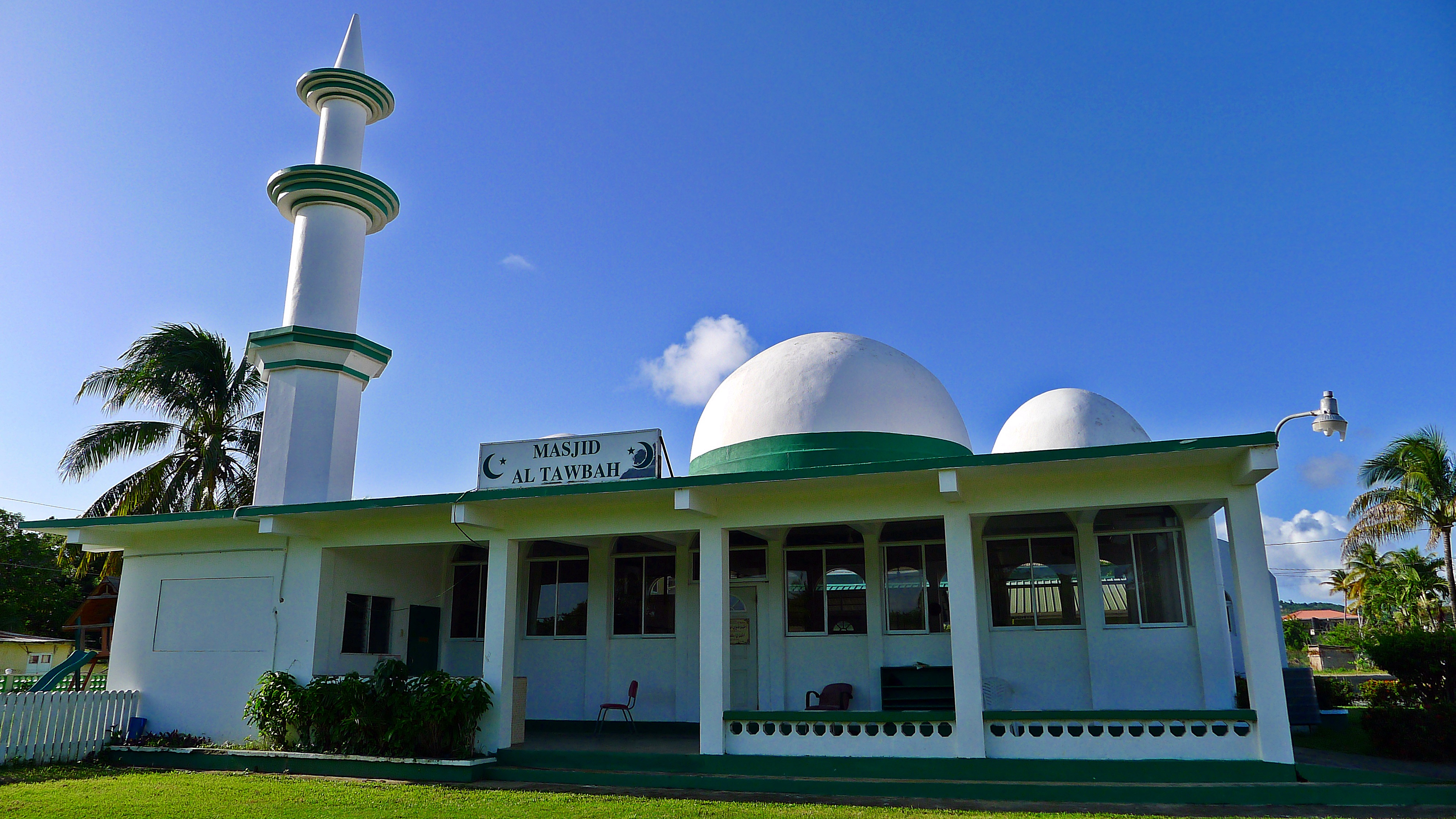
De Masjid al Tawbah in Lowlands (Tobago)

## Geschiedenis
De eerste moslims op het eiland Trinidad en Tobago kwamen uit West-Afrika, die door de Britse kolonisten werden meegebracht om als slaven op de plantages te werken. In de loop der tijd werden de meeste slaven echter gedwongen om zich tot het christendom te bekeren, waardoor de religie bijna compleet verdween. Vanaf 1840 werden er echter grote aantallen Zuid-Aziatische contractarbeiders uit Brits-Indië naar Trinidad en Tobago gehaald om te werken op suikerriet- en cacaoplantages, van wie een significante groep moslims. De meeste moslims in de 21ste eeuw zijn nakomelingen van de Zuid-Aziatische contractarbeiders, maar er is ook een kleine groep van bekeerlingen onder de Afro-Trinidadianen. 

## Aantal
In 2011 telde Trinidad en Tobago 65.705 moslims, een stijging van 1,6% ten opzichte van 64.648 moslims in 2000. Moslims vormden in 2011 ongeveer 5% van de totale bevolking, een daling ten opzichte van 5,8% in 2000. In 1990 woonden er nog 74.262 moslims in het land, hetgeen 6,6% van de totale bevolking was.
Grote gemeenschappen van moslims wonen in Princes Town (10,5% van de bevolking in 2000), Chaguanas (9%), Couva - Tabaquite - Talparo (8,7%), Penal - Debe (7,5%) en Rio Claro - Mayaro (7,4%). Op het eiland Tobago vormen moslims slechts 0,5% van de totale bevolking.

## Organisatie
In Trinidad heeft de moslimgemeenschap diverse islamitische basis- en middelbare scholen. De eerste islamitische middelbare school in het land, ASJA Boys' College in San Fernando, werd opgericht in 1960.
Sinds 28 oktober 2005 is er een islamitische televisiezender ('Islamic Broadcast Network', afkort IBN).

## Bekende moslims
- Noor Hassanali (1918-2006), de tweede president van Trinidad en Tobago
- Imran N. Hosein (1942-), een islamitische geleerde, auteur en filosoof

## Afbeeldingen

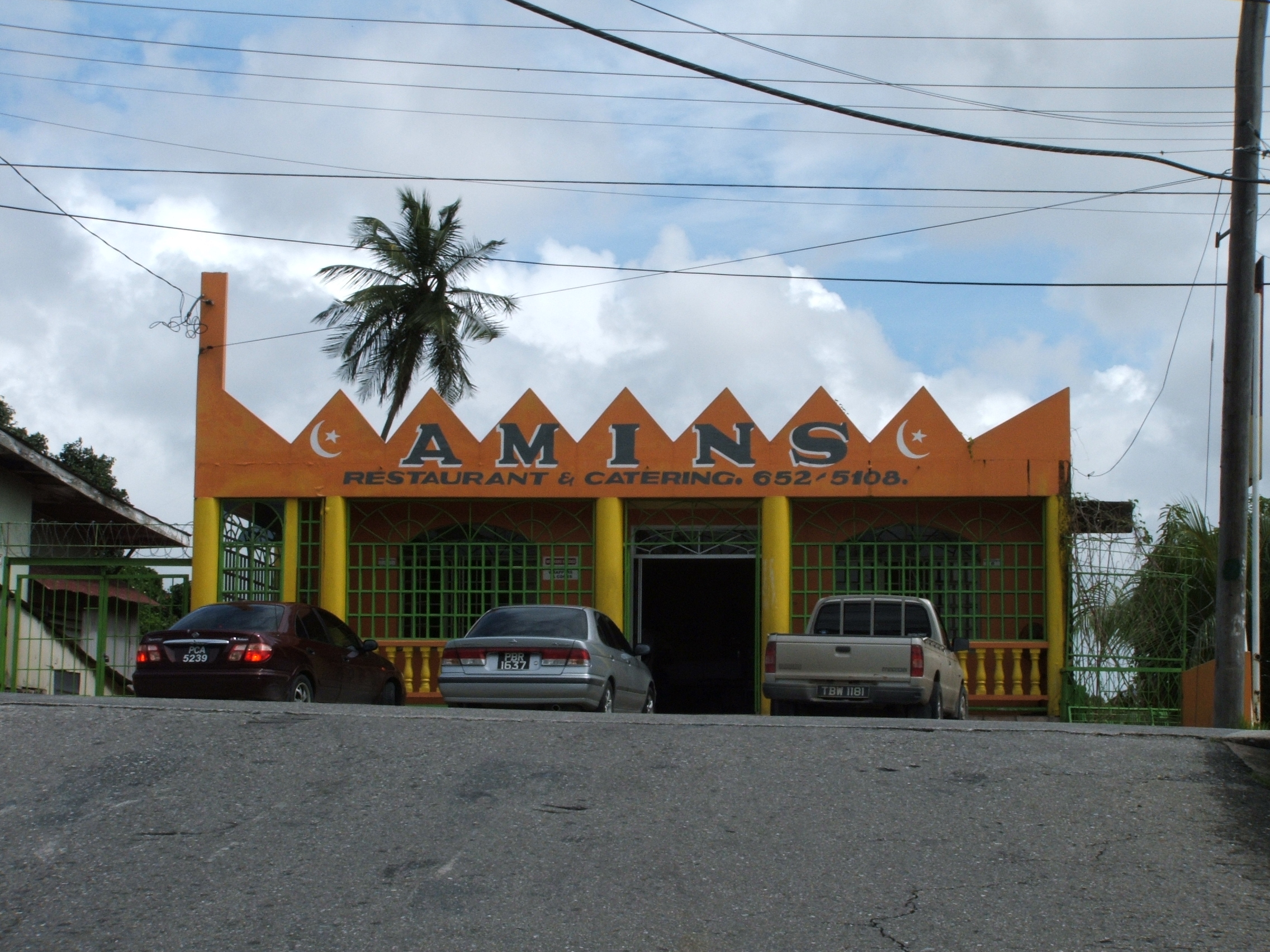
Een halalrestaurant in San Fernando (Trinidad)
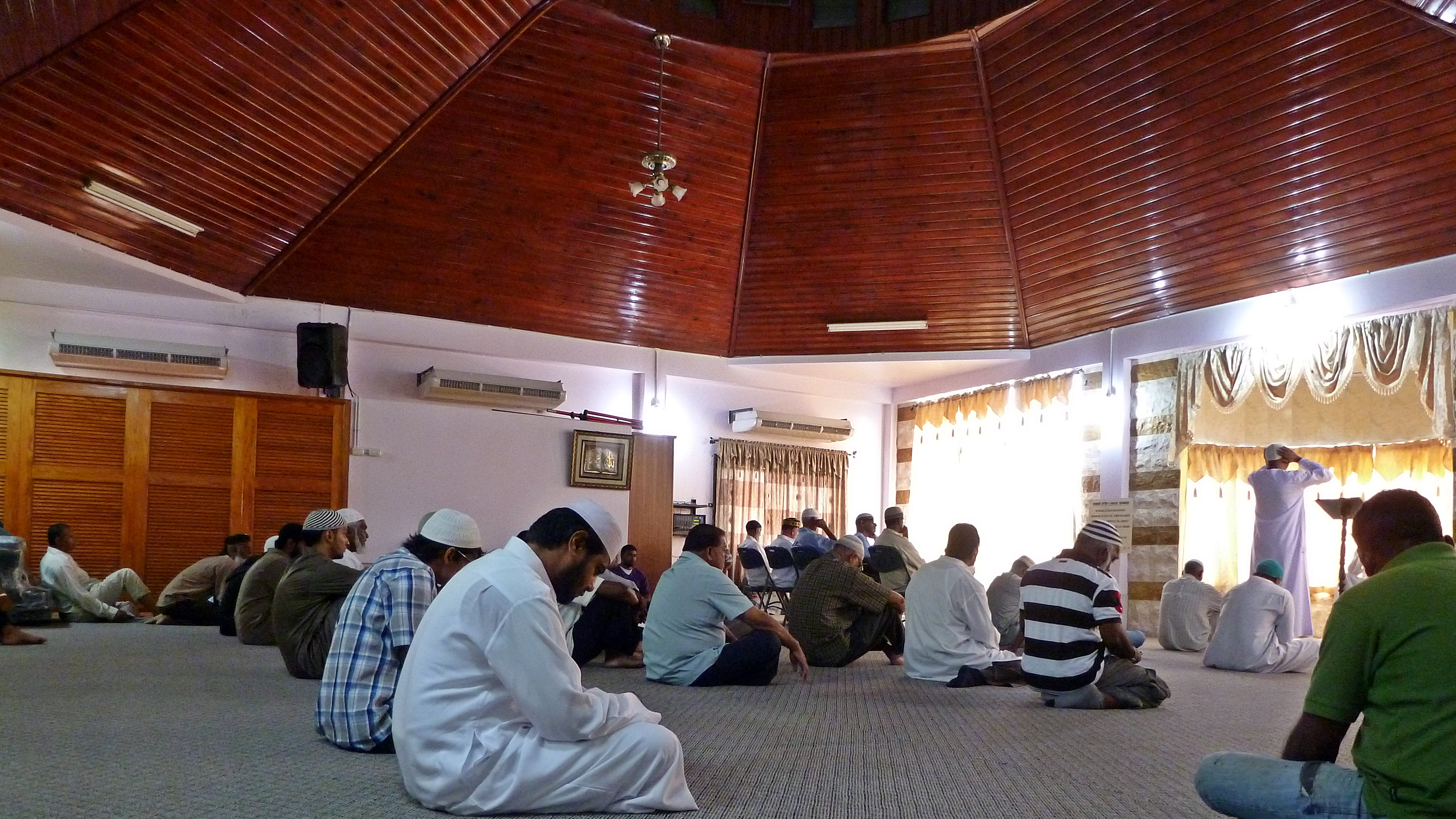
Moskeebezoekers in Hermitage Village (Penal - Debe)
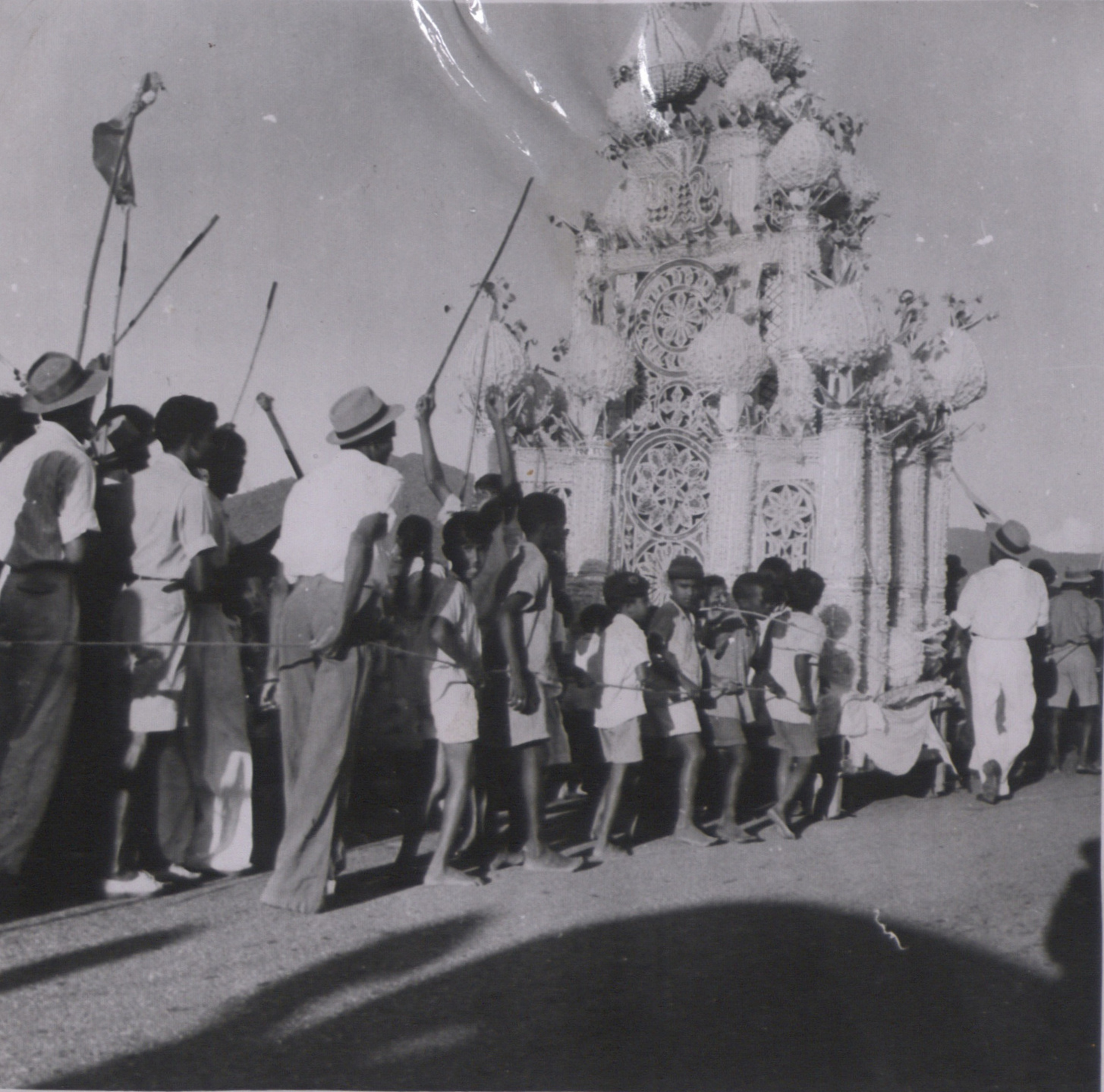
Indiase Trinidadianen herdenken Muharram (1948)